# Hydrolacja
Hydrolacja – proces wiązania dwubiegunowych cząsteczek wody przez jonowe lub polarne grupy funkcyjne białek.